# Suimanga reial
El suimanga reial (Cinnyris regius) és un ocell de la família dels nectarínids (Nectariniidae).

## Hàbitat i distribució
Habita els boscos de les muntanyes de l'oest de Uganda, Ruanda, Burundi, est de la República Democràtica del Congo, i l'extrem oest de Tanzània.